# 429084 Dietrichrex
429084 Dietrichrex è un asteroide della fascia principale. Scoperto nel 2009, presenta un'orbita caratterizzata da un semiasse maggiore pari a 2,6183215 UA e da un'eccentricità di 0,1187496, inclinata di 14,55086° rispetto all'eclittica.